# 上奥特马斯豪森
上奥特马斯豪森是德国巴伐利亚州的一个市镇。总面积8.60平方公里，总人口1661人，其中男性811人，女性850人（2011年12月31日），人口密度193人/平方公里。